# Karl-Heinz Keil
Karl-Heinz Keil (* 20. Mai 1926) ist ein ehemaliger deutscher Fußballspieler. Der Abwehrspieler im damaligen WM-System wurde überwiegend als Verteidiger eingesetzt. Von 1947 bis 1959 absolvierte er in der erstklassigen Fußball-Oberliga Nord für die Vereine Eintracht Braunschweig, SC Concordia Hamburg und Altona 93 insgesamt 206 Ligaspiele, in denen er drei Tore erzielte. Zweimal belegte er mit Altona in den Jahren 1954 und 1958 den 3. Rang und zog 1955 in das Halbfinale im DFB-Pokal ein.

## Spielerlaufbahn

### Braunschweig, bis 1949
Keil durchlief die Stationen in der Jugendabteilung von Eintracht Braunschweig und gehörte unmittelbar nach Ende des Zweiten Weltkriegs dem Spielerkader der blau-gelben „Löwen“ an. Er war auch dabei als am 17. März 1946 die damals noch als TSV Braunschweig zugelassene Eintracht ihren ersten sportlichen Höhepunkt feierte: Es war ein Freundschaftsspiel gegen Rekordmeister FC Schalke 04, das mit 1:2 verloren ging und der junge Verteidiger Keil an der Seite von Ludwig Lachner, Ernst Naab, Rolf Rohrberg und Walter Schemel gegen „Königsblau“ auflaufen durfte. In den ersten zwei Nachkriegsrunden trat der junge Verteidiger mit TSV (Eintracht) in der Oberliga Niedersachsen Süd an und konnte jeweils die Staffelmeisterschaft erringen. In den zwei Finalspielen um die Niedersachsenmeisterschaft 1947 setzte sich aber knapp Werder Bremen durch (3:1, 0:3). Die Saison wurde als Qualifikationsrunde für die ab 1947/48 laufende zentrale Oberliga Nord durchgeführt und als Meister war TSV (Eintracht) dafür selbstverständlich qualifiziert. Keil und Kollegen starteten gut in die 12er-Liga der Oberliga. Nach einem 2:0-Auswärtserfolg am 12. Oktober 1947 beim VfB Lübeck, Keil verteidigte an der Seite des erfahrenen Ernst Naab, hatten die Braunschweiger eine Woche später ein weiteres Auswärtsspiel beim Hamburger SV auszutragen. Die Klasse der HSV-Angreifer mit Adamkiewicz, Boller, Jessen, Heinz Spundflasche und Ebeling setzte sich aber beim 3:1-Erfolg des Gastgebers vor 22.000 Zuschauern durch. Vor 25.000 Zuschauern wurde auch das Heimspiel am 2. November 1947 gegen die „Wunderelf“ vom FC St. Pauli verloren. Deren Angriffsreihe mit Börner, Machate, Lehmann, Schaffer und Michael zeigte Torhüter Helmut Mende, dem Verteidigerpaar Naab/Keil und der Läuferreihe mit Rudolf Müller, Willi Fricke und Ludwig Lachner erneut die Grenzen auf. Auch in der Rückrunde bewies St. Pauli bei einem klaren 7:2-Heimerfolg ihre Angriffsstärke. Vor 30.000 Zuschauern konnten Mende, Müller, Keil, Karl-Heinz Liese, Fricke und Lachner vor allem in der zweiten Halbzeit den Torhunger der Millerntorelf nicht mehr unter Kontrolle halten. Mit dem ausgezeichneten 3. Rang hinter den zwei punktgleich weit enteilten Spitzenteams von St. Pauli und dem Hamburger SV, beendete Braunschweig unter Trainer Georg Knöpfle punktgleich mit dem VfL Osnabrück, die erste Saison in der Oberliga Nord.
Im zweiten Oberligajahr, 1948/49, war es wieder ein ausgeglichener Zweikampf an der Spitze um die Meisterschaft zwischen dem HSV und St. Pauli, jetzt aber wurden die zwei Hamburger Vereine vom VfL Osnabrück bedrängt. Braunschweig führte auf dem 4. Rang den Rest der Liga an. Keil hatte wie auch Fricke und der 14-fache Torschütze Schemel alle 22 Rundenspiele absolviert. Mit einem 2:1-Auswärtserfolg am 24. April 1949 bei Arminia Hannover – bei den Arminen stürmte Jupp Posipal im Angriff – hatte Braunschweig mit Verteidiger Keil unter Knöpfle-Nachfolger Woldemar Gerschler die Runde beendet. Zum Start der Vertragsspieler-Ära unterschrieb Keil vor der Saison 1949/50 einen neuen Vertrag beim Ligarivalen SC Concordia Hamburg, den Rot-Schwarzen vom Stadion Marienthal und wechselte an die Alster.

### Concordia und ein Jahr Landau, 1949 bis 1952
„Cordi“ verpflichtete neben Keil auch noch die langjährige HSV-Abwehrlegende Erwin Reinhardt, Gerhard Rabin und Karl-Heinz Petersen. Damit standen Trainer Fritz Langner neben den zwei Torschützen Kurt „Malek“ Hinsch und Werner Heitkamp sowie dem Abwehrchef Herbert Dannemann weitere gute Oberligaspieler zur Verfügung. Das zeigte sich dann auch im Rundenverlauf. „Cordi“ hatte 1948/49 in einer 12er-Staffel mit 18:26 Punkten den 9. Rang belegt, jetzt gehörte die Mannschaft über Nacht der Spitzengruppe an, auf jeden Fall in der Hinrunde. Am 11. Spieltag, den 27. November 1949, empfing Concordia die punktgleiche Mannschaft des Hamburger SV. Beide Mannschaften führten mit 14:4 Punkten die Oberliga Nord an. Vor 18.000 Zuschauern setzten sich die „Rautenträger“ mit 5:2 durch; in der 2. Halbzeit hatten sie innerhalb zehn Minuten die Führung auf 5:1 ausgebaut. „Cordi“ musste in dem Spitzenspiel Abwehrchef Dannemann ersetzen und als linker Außenläufer konnte der junge Winfried Warncke den Routinier Reinhardt nicht gleichwertig ersetzen. Im Tor wechselten sich im Rundenverlauf Schadly und Röhrig ab, im Feld ergab sich in der Abwehr die Stammbesetzung mit Fritz Kastner und Keil als Verteidiger und die Läuferreihe mit Günther Rutz, Herbert Dannemann und Erwin Reinhardt. Mit einem 4:2-Auswärtserfolg am 21. Mai 1950 bei Arminia Hannover beendeten Keil und Kollegen die Saison und belegten mit 36:24 Punkten den 6. Rang; Keil hatte 25 Ligaspiele absolviert.
In seiner zweiten Runde bei Concordia lief es nicht mehr so gut und nach einer Verletzung am 25. Februar 1951 bei einer 0:3-Auswärtsniederlage beim FC St. Pauli war für den Verteidiger nach 18 Rundeneinsätzen die Saison 1950/51 zu Ende. Er nahm ein Angebot des Oberliga Südwestabsteigers ASV Landau an und wechselte überraschend in die 2. Liga Südwest. Die dortigen Vorstellungen der sofortigen Oberligarückkehr konnten aber 1951/52 nicht umgesetzt werden. Der ASV Landau belegte mit Keil den 6. Rang und der neunfache Torschütze in 23 Zweitligaeinsätzen kehrte der einstigen Festungsstadt im deutsch-französischen Grenzland wieder den Rücken und kehrte durch seine Unterschrift bei Altona 93 zur Saison 1952/53 wieder nach Hamburg zurück.

### Altona 93, 1952 bis 1959
Der Oberligarückkehrer verstärkte sich neben Keil auch noch durch die weiteren Neuzugänge „Malek“ Hinsch, Kurt Reich, Dieter Seeler und insbesondere durch die HSV-Institution Heinz Spundflasche. Das erste Saisonspiel hatte der AFC am 24. August 1952 beim Hamburger SV auszutragen, aber noch ohne Spielmacher Spundflasche. Nach einem glänzenden Spiel des AFC vor über 13.000 Besuchern, Altona führte 2:0 und 3:2, ging das Spiel in der Schlussphase noch mit 3:4 verloren. Keil hatte als linker Verteidiger gespielt, Dieter Seeler, Hinsch und Reich im Angriff gestürmt. Mit 0:6 Punkten wurden am Start zwar deutlich Punkte verschenkt, aber nach dem überzeugenden 7:4-Heimerfolg am 14. September gegen Werder Bremen ging es deutlich aufwärts in der Tabelle. Altona war weit mehr als ein Aufsteiger, der sich mit dem Klassenerhalt zu begnügen hatte. Von der Tordramatik her gehörte in dieser Phase auch der 8:7-Auswärtserfolg beim Tabellenschlusslicht Eintracht Osnabrück zu den Besonderheiten dieser Runde. Mit einem 2:5-Rückstand waren die Mannen um Verteidiger Keil in die Halbzeitpause gegangen, Torjäger Hinsch glückte in der 81. Minute der Siegtreffer zum 8:7. Am 12. Spieltag glückte in Bahrenfeld ein 2:1-Heimerfolg gegen den Tabellendritten VfL Osnabrück. Keil hatte dabei kurz vor Spielende mit einem Eigentor den Anschlusstreffer des VfL fabriziert. Nach 15 Spieltagen wies der AFC 20:10 Punkte vor und belegte damit den 4. Rang. Beim Rückrundenspiel gegen Tabellenführer Hamburger SV vor 27.000 Zuschauern in der Adolf-Jäger-Kampfbahn, am 8. März 1953, setzten sich die Rothosen aber mit einem deutlichen 4:1 durch und führten unangefochten mit 35:11 Punkten die Tabelle an. In den restlichen Wochen ging der Elan etwas verloren und Altona beendete mit einem 2:2-Heimremis am 26. April 1953 gegen den VfB Lübeck die Runde auf dem 6. Rang. Keil hatte wie Torhüter Grandt, Gorszka, Braasch und Reich alle 30 Rundenspiele absolviert und seine Rückkehr aus der 2. Liga Südwest hatte sich als richtig erwiesen.
Anlässlich des 60-jährigen Vereinsjubiläums bestreitet der AFC im Juni drei Spiele: Gegen die brasilianische Elf des FC Nautico Recife (3:1), gegen den deutschen Pokalsieger RW Essen (2:2) und gegen die österreichische Erstligamannschaft Simmering SK Wien (2:3).
Vor der Saison 1953/54 ging die Personalaufrüstung beim AFC weiter: Es kamen Alfred Kalkowski, Karl-Heinz Reiß, Günther Hentzschel, Gerhard Wagner und vor allem der Rückkehrer aus Münster, Werner Erb. Der Start klappte aber mit 4:10 Punkten überhaupt nicht, aber dann steigerte sich Altona unter Spielmacher Spundflasche und Trainer Herbert Panse enorm und belegte am Rundenende den 3. Rang. Dabei glückten den Mannen um Keil Erfolge gegen Eimsbüttel (3:0), Holstein Kiel (3:1/2:0), Hamburger SV (4:2), Arminia Hannover (3:1), Bremer SV (4:1), Göttingen 05 (1:0), Eintracht Braunschweig (6:0), Victoria Hamburg (2:1), VfL Osnabrück (5:3) und FC St. Pauli (4:0). Im Altona-Buch „111 Ligajahre im Auf und Ab“ wird zum 6:0-Heimerfolg am 27. Dezember 1953 im Spiel des 2. (Braunschweig) gegen den 3. (Altona) festgehalten: „Altona fegt in einem der besten Spiele der Vereinsgeschichte Eintracht Braunschweig vor über 14.000 Besuchern mit 6:0 aus der Adolf-Jäger-Kampfbahn“. Der Gastgeber war dabei in der Defensive mit Torhüter Horst Grandt, den Verteidigern Kalkowski/Keil und in der Läuferreihe mit Gorszka, Hentzschel und Braasch angetreten. Im Spielbericht nach der 2:3-Niederlage in der Rückrunde gegen den Hamburger SV ist festgehalten: „Es mag die Dreiundneunziger trösten, wenn ihnen bescheinigt wird, dass sie für ihr schneidiges Kämpfen und ihr gutes Spiel nach der Pause, einen Punkt verdient hätten, wie man so sagt. Diese Feststellung ist diesmal keine Phrase, Altona hat gegen einen konzentriert auf Sieg spielenden HSV auf dessen Platz eine Leistung geboten, die seinen Vorderplatz in der Tabelle rechtfertigt. 2:3 einem solchen HSV, auf dessen Platz zu unterliegen, ist ehrenvoll.“ Des Weiteren hält Werner noch fest: „Kalkowski und Keil gaben kein Pardon, waren äußerst erfolgreich im Nahkampf mit den HSV-Stürmern. Keil wieder als Zweitausgabe des dem Spiel als Zuschauer beiwohnenden ‚Ali‘ Beier.“
Auch in der nachfolgenden Runde 1954/55 zeigten sich Keil und Kollegen von der besten Seite. In der Oberliga belegte der AFC mit 38:22 Punkten den 4. Rang, punktgleich mit Werder Bremen auf dem 3. Rang. Der konstant zuverlässige Verteidiger hatte 28 Ligaspiele absolviert (1 Tor). Daneben zeigte Altona im DFB-Pokal Leistungen, die weit über die gewohnte norddeutsche Bühne hinaus ragten. In der 1. Hauptrunde glückte am 15. August 1954, unmittelbar vor dem Ligastart, ein 3:2-Heimerfolg gegen den 1. FC Saarbrücken. In der 2. Runde glückte am 26. September 1954 ein 2:1-Heimerfolg gegen Eintracht Frankfurt, ehe dann im Viertelfinale am 19. Dezember 1954 gegen Alemannia Aachen mit einem 2:0 der Einzug in das Halbfinale gelang. Das Halbfinale wurde am 20. April 1955 in Köln gegen den Südoberligisten Karlsruher SC ausgetragen. Nach Verlängerung trennte man sich mit 3:3. Der KSC-Angriff mit Oswald Traub, Kurt Sommerlatt, Antoine Kohn, Ernst Kunkel und Hans Strittmatter hatte die AFC-Defensive mit dem linken Verteidiger Keil gehörig unter Druck gesetzt. Das Wiederholungsspiel am 8. Mai in Gelsenkirchen fand zwischen dem 30. Ligaspiel am 1. Mai gegen den Hamburger SV (3:2) und dem abschließenden Wiederholungsspiel am 15. Mai gegen den VfL Osnabrück (3:2) statt. In der zweiten Halbzeit konnte Altona dem Team aus Baden nicht mehr Paroli bieten und verlor entkräftet mit 0:3. Wagner und Keil hatten in allen DFB-Pokalspielen das Verteidigerpaar von Altona gebildet.
Als zur Runde 1957/58 der talentierte Jugendspieler Heiko Kurth in die Ligaelf in der Oberliga Nord übernommen werden konnte und mit Gerhard Göhrke und Horst Wendlandt zusätzlich zwei überzeugende Neuzugänge die Qualität des Kaders von Spielertrainer Spundflasche verstärkten, konnte erneut der 3. Rang im Norden erreicht werden. Keil hatte nochmals in 17 Ligaspielen zum guten Rundenverlauf beigetragen. Mit den vier Einsätzen gegen den Hamburger SV (1:3), Bergedorf 85 (1:0), Eintracht Nordhorn (3:0) und Holstein Kiel (4:0) am 26. April 1959 beendete der sachlich-ruhig agierende Verteidiger seine Laufbahn.
Nach seiner Spielerkarriere war er noch unter anderem als Trainer beim SC Nettelnburg tätig.